# Брюнес
«Брюнес» ИФ (швед. Brynäs IF) — шведский профессиональный хоккейный клуб из города Евле. Выступает в Шведской элитной серии — высшем дивизионе чемпионата Швеции.

## История
Спортивный клуб «Брюнес» был основан в мае 1912 года в городе Евле. Хоккейная команда появилась в 1939 году и с 1960 года начала выступать в высшем дивизионе шведского чемпионата. «Брюнес ИФ» — 13-кратный чемпион Швеции (последний раз — в 2012 году), наибольшее число побед для клубов, представляющих не столицу. Лучшим бомбардиром в истории клуба является Турд Лундстрём, набравший в 453 матчах 629 очков (331 шайба + 298 передач).

## Достижения
- Чемпион Швеции 1964, 1966, 1967, 1968, 1970, 1971, 1972, 1976, 1977, 1980, 1993, 1999, 2012
- Финалист Кубка Европейских Чемпионов 1972, 1973